# 原科孝雄
原科 孝雄（はらしな たかお、1939年9月26日 - ）は日本の医師である。形成外科専門医。特にマイクロサージャリーを専門とする。日本形成外科学会名誉会員。
日本形成外科学会、日本マイクロサージャリー学会、性同一性障害研究会の各会長、性同一性障害研究会の理事長、日本性科学学会会長を歴任。父は、日産ディーゼル（現：UDトラックス）の社長を務めた原科恭一。

## 経歴
神奈川県出身。1958年、東京都立新宿高等学校卒業。1965年、慶應義塾大学医学部卒業。形成外科学教室入室。1973年、マイクロサージャリーの研究のため渡米し留学。
1977年、慶應義塾大学医学博士(原科孝雄 1977)。
1984年、慶應義塾大学形成外科助教授。
1985年、交通事故で外性器を失った男性に、マイクロサージャリーの技術を用いて再建した。
1987年、埼玉医科大学総合医療センター形成外科教授。
1992年、男性外性器の形成を希望する性同一性障害の FtM 患者の診療をきっかけに、1995年、埼玉医科大学の倫理委員会に性別適合手術の申請書を提出した。
1998年10月16日、日本で初めて公のもと医療行為として女性から男性への性別適合手術 (FtM) を施術。ついで男性から女性への性別適合手術 (MtF) も施術。
2007年、埼玉医科大学を定年退職。

## 著書
論文
- 原科孝雄「Experimental microvascular allo and hetero grafts 同種ならびに異種微小血管移植に関する実験的研究」1977年9月22日、NAID 500000295343、学位授与番号 乙第939号。
- 原科孝雄「胸部,とくに乳癌根治術後の乳房・胸壁の再建術 (外傷・腫瘍の術後変形と再建外科<特集>)」『形成外科』第26巻第6号、克誠堂出版、1983年9月、503-510頁、ISSN 00215228、NAID 40000942368。
- 原科孝雄、柴山太郎「マイクロサージャリーによる遊離皮弁を用いた陰茎再建術の1例 : 第442回東京地方会」『日本泌尿器科學會雜誌』第78巻第2号、社団法人日本泌尿器科学会、1987年、361頁、ISSN 00215287、NAID 110003058908。
- 高松亜子、原科孝雄・勝又純俊・木下勝之「先天性陰唇癒合併の1例」『日形会誌 : 日本形成外科学会会誌』第19巻第11号、1999年11月、631-635頁、ISSN 03894703。
- 高松亜子、原科孝雄「性同一性障害と手術療法 (特集 性分化異常の診療)」『産婦人科の実際』第54巻第7号、金原出版、2005年7月、1077-1081頁、ISSN 05584728、NAID 40006835653。
- 高松亜子、原科孝雄・大槻佑可子「性同一性障害に対するファーストステージの手術経験 : 女性から男性へ」『日本形成外科学会会誌』第26巻第7号、日本形成外科学会、2006年7月、428-433頁、ISSN 03894703、NAID 10018825767。

専門書
- 藤野豊美、生田義和・原科孝雄『マイクロサージャリー』医学書院、1977年。全国書誌番号:77020538。
- 孝雄, 原科『マイクロサージャリー最近の進歩』克誠堂出版〈形成外科ADVANCEシリーズ〉、1996年。ISBN 9784771901742。
- 深津亮、及川卓・塚田攻・松本清一・金子和子・原科孝雄・針間克己・阿部輝夫『こころとからだの性科学』星和書店〈こころのライブラリー〉、2001年。ISBN 9784791104444。
- 原科孝雄 著「人間万事塞翁が馬—暗黒時代から特例法制定まで」、南野知惠子監 編『「解説」性同一性障害者性別取扱特例法』日本加除出版、2004年。ISBN 4-8178-1290-7。全国書誌番号:20668265。

一般図書
- 野宮亜紀、針間克己・大島俊之・原科孝雄・虎井まさ衛・内島豊『性同一性障害って何?―一人一人の性のありようを大切にするために』緑風出版、2003年。ISBN 9784846103101。
- 野宮亜紀、針間克己・大島俊之・原科孝雄・虎井まさ衛・内島豊『性同一性障害って何?―一人一人の性のありようを大切にするために』（増補改訂版）緑風出版、2011年。ISBN 9784846111014。